# Дървесни дамани
Дървесните дамани (Dendrohyrax) са род дребни бозайници от семейство Procaviidae.
Включва два вида – D. arboreus и D. dorsalis, разпространени в тропичните области на Африка. Дървесните дамани са активни през нощта и живеят по дърветата, като се придвижват трудно по земята.